# 滝澤美帆
滝澤 美帆（たきざわ みほ）は、日本の経済学者。マクロ経済学に関する実証研究、企業行動の実証分析、生産性分析を扱う。学位は、博士（経済学）（一橋大学・2008年）。学習院大学経済学部教授。2023年9月1日より新型インフルエンザ等対策推進会議委員。

## 略歴
- 2002年：学習院大学経済学部経済学科 卒業[4][1]
- 2004年：一橋大学大学院経済学研究科経済理論・経済統計専攻修士課程 修了[5][6]
- 2006年：日本学術振興会特別研究員 DC2[4]
- 2007年：一橋大学大学院経済学研究科経済理論・経済統計専攻博士後期課程 単位取得退学[5]、日本学術振興会特別研究員 PD[7]、一橋大学経済研究所21世紀COEプログラム『社会科学の統計分析拠点構築』 COE特別研究員[4]、経済産業研究所 外部協力者[6]
- 2008年：東洋大学経済学部 専任講師[7]、一橋大学 博士（経済学）[5][1][6]
- 2010年：内閣府統計委員会 専門委員[6]
- 2011年：東洋大学経済学部 准教授[7]、財務省財務総合政策研究所 客員研究員、科学技術政策研究所 客員研究員[6]
- 2013年：ハーバード大学国際問題研究所 日米関係プログラム研究員[7]
- 2017年：東洋大学経済学部 教授[7]
- 2019年：学習院大学経済学部 准教授[7]、財務省財政制度等審議会国有財産分科会 臨時委員[6]、総務省統計委員会国民経済計算体系的整備部会 専門委員[6]
- 2020年：学習院大学経済学部 教授[7]、行政改革推進会議 歳出改革ワーキンググループ構成員[6]
- 2021年：中小企業庁中小企業政策審議会 委員、経済産業省産業構造審議会 臨時委員、国土交通省国土審議会計画部会 特別委員 [6]
- 2023年：ヒューマンテクノロジーズ 取締役[7]、新型インフルエンザ等対策推進会議 委員[8]、公認会計士試験 試験委員[9]

## 主要業績
- International Transmission of the 2007–2009 Financial Crisis: Evidence from Japan (with Kaoru Hosono and Kotaro Tsuru), Japanese Economic Review, vol.67, no.3, pp.295-328, 2016.
- Employment protection and productivity: evidence from firm-level panel data in Japan (with Hiroko Okudaira and Kotaro Tsuru), Applied Economics, vol. 45, no. 15, pp. 2091-2105, 2013.
- The Impact of Technology Shocks on the Japanese Business Cycle –An empirical analysis based on Japanese industry data– (with Tsutomu Miyagawa and Yukie Sakuragawa), Japan and the World Economy, vol.18, no.4, pp.401-417, 2006.